# Тупілаккен 41
Тупілаккен 41 або просто «Т-41» (гренл. Tupilakken 41) — професіональний ґренландський футбольний клуб з міста Аасіат (пізніше — Каанак).

## Історія
Футбольний клуб «Тупілаккен 41» було створено у 1941 році у селищі Аасіат, на північно-західному узбережжі Ґренландії. В 1971 році команда перемогла в національному чемпіонаті, ставши найпівнічнішим клубом, який перемагав у Чемпіонаті. У наступному році «Т-41» посів друге місце.
Пізніше команда переїхала в більш південне місто Каанак, в якому в 1991 та 2011 роках виграла бронзові нагороди Чемпіонату Ґренландії.

## Досягнення
- Кока-кола ГМ
  -  Чемпіон (3): 1968, 1970, 1971
  -  Срібний призер (2): 1967, 1969
  -  Бронзовий призер (1): 1972, 1991, 2011